# Конрад I Зальцбурзький
Конрад I (нім. Konrad von Abenberg, 1075–1147) — архієпископ Зальцбурга у першій половині 12 століття.
Народився в Абенберзі. Конрад був піднятий при дворі імператора Генріха IV, де він був членом придворної капели. Він став каноніком у Гільдесгаймі. У липні 1110 року Конрад став на бік папи в суперечці про інвестатуру, через що імператор Генріх V відправив його у вигнання на кілька років. Він повернувся до Зальцбурга в 1121 році і зіграв важливу роль у головних політичних подіях того часу, включаючи обрання Лотера Суплінбурга королем Німеччини в 1125 році та папський розкол 1130 року, в якому він зіграв роль у визнанні папи Інокентія II королем.
4 червня 1133 року Конрад був висвячений на архієпископа Зальцбурга. Будучи князем-єпископом, він мав вплив на німецьку політику і був надзвичайно енергійним реформатором, якого часто називають «другим засновником Зальцбурзької церкви». Він очолював збори, які контролювали справи релігійних будинків, підтримували жорсткий контроль над десятиною і відповідали за будівництво Зальцбурзького собору та кладовища в 1140 році. Конрад також керував будівництвом багатьох інших монастирів, а також замків Гогензальцбург, Верфен та Фрізах.